# Heiligenkopf (Schwäbische Alb)
Der Heiligenkopf, auch Hailekopf genannt, ist ein 893,1 m ü. NHN hoher Westsporn des Traufs der südwestlichen Schwäbischen Alb im Zollernalbkreis zwischen dem Albstadter Stadtteil Onstmettingen auf der Alb und dem Bisinger Dorf Thanheim im Vorland.

## Lage und Beschreibung
Einen halben Kilometer östlich der Spornspitze und nur etwa 50 Höhenmeter tiefer entspringt auf der Albhochfläche die Schmiecha, die in der Richtung des natürlichen Schichtenfallens südöstlich zur Donau fließt. In einem etwa 200 Meter tiefem Kerbtal zieht in weniger als einem Kilometer Entfernung an der Südwestflanke der Klingenbach in Gegenrichtung zu Eyach und Neckar im Albvorland, dem der kurze und nahe Auchterbach vom oberen Nordwesthang zuläuft. Entlang der Hangkante des Sporns verläuft deshalb die Europäische Hauptwasserscheide.
Die Hochfläche liegt in der Impressamergel-Formation, der untersten Schicht des Weißen Juras. Zum Klingenbach hin ist am Südwesthang eine große Masse abgerutscht; anscheinend im Verband, da das Hangprofil hier auf etwa 820 m ü. NHN eine deutliche Stufung zeigt.

## Wanderwege
Vom Zollersteighof über den Blasenberg im Norden führen der Main-Neckar-Rhein-Weg (Hauptwanderweg 3) und der Schwäbische-Alb-Nordrand-Weg (Hauptwanderweg 1) des Schwäbisches Albvereins an der Hangkante entlang über den Heiligenkopf. Der Main-Neckar-Rhein-Weg führt ums Tal des Klingenbachs im Süden herum zum Irrenberg gegenüber. Von ihm führt am Heiligenkopf ein mit blauem Dreieck markierter lokaler Wanderweg über den Spornkamm hinab nach Thanheim.
Auch der Albstädter Premiumwanderweg Traufgang 3 Zollernburg Panorama führt über den Heiligenkopf.